# L'adolescente (film 1976)
L'adolescente, anche conosciuto con il sottotitolo La gioventù è bella, è un film italiano del 1976 diretto da Alfonso Brescia (qui accreditato come Bradley Al).

## Trama
Il siciliano Vito Gnaula ha sposato la ricca Grazia Serritella solamente per denaro e i due si tradiscono reciprocamente. In paese arriva la nipote Serenella, che si intromette nella relazione e scandalizza il paese, per provocare la separazione dei due, ottenendo così la sua parte di denaro.

## Colonna sonora
La colonna sonora del film è stata composta da Alessandro Alessandroni.

## Distribuzione
Il film è stato distribuito in Italia a partire dal 19 febbraio 1976. Altrove è stato distribuito con i titoli: Efivika paihnidia (Grecia), A Adolescente (Portogallo), Tatli Citir (Turchia), Sweet Teen (USA, titolo distribuzione in DVD).
Il film è stato distribuito in home video, in videocassetta, con il sottotitolo La gioventù è bella.
Inizialmente vietato ai minori di anni 18, il 3 settembre 2018 la revisione ministeriale ha eliminato tale divieto.